# 徳光&コロッケの“名曲の時間です”
『徳光&コロッケの名曲の時間です』（とくみつ&ころっけのめいきょくのじかんです）とは、2005年4月4日から2006年9月30日までテレビ東京系列他で放送されていた音楽情報バラエティ番組である。

## 概要
テレビ東京系列6局およびびわ湖放送で放映（他のネット局はこれより遅れて放映開始）。基本的には天王洲スタジオにて収録を行っていたが、月曜日に放送された頃には、不定期で生放送も行っていた。
演歌を中心とした日本のヒット曲を、あるテーマに限定して取り上げており、さらに番組初期にはある年に限定した上で、ランキング形式でそれらを取り上げていた。ゲスト歌手（たいていは演歌歌手）がカバーするほか、オリジナルの歌手が歌ったり、テレビ東京の映像ライブラリーに残された映像（たいていは『演歌の花道』や『夏祭り・年忘れにっぽんの歌』）などで取り上げたりしていた。この他、ゲスト歌手の最新曲も取り上げていた。
前述の7局では、2006年3月20日までは月曜日22:00 - 22:54で放送されていたが、2006年4月1日以降、テレビ東京系列6局では、土曜日11:00 - 12:00に枠移動・6分拡大した。

## 出演
司会
- 徳光和夫
- コロッケ

アシスタント
- 大江麻理子（テレビ東京アナウンサー）

ナレーション
- 武田広

## スタッフ
- 企画：樋口紀男
- 構成：内海譲司、宮下康仁、関秀章、水野しげゆき
- 技術：前進
- カメラ：千明裕史
- 映像調整：鳥飼雄一
- 照明：水野暁夫
- 音声：五十嵐公彦
- 音効：室加徳彦（佳夢音）
- 編曲：周防泰臣
- CG：ケネックジャパン、テクノネット
- アートプロデューサー：宇都木民雄
- 美術デザイン：薬王寺哲朗
- 美術進行：小越俊彦
- VTR編集：土屋初枝（aai）
- MA：藤田恵美（aai）
- TK：江上亜樹子
- 番宣：佐藤哲也
- デスク：大山比桃美
- リサーチ：山本千栄子
- 演出補：山田耕三、篠原裕明、福田由香里、高麗倫太郎、桜木祥代
- 演出：松澤潤、齊藤紀子、高橋浩司、高橋秀夫
- プロデューサー：大原潤三 ／ 増保良児（エンドレス・コミュニケーションズ）
- チーフプロデューサー：大島信彦
- 協力：テクノマックス、テレビ東京アート、TAMCO
- 制作協力：エンドレス・コミュニケーションズ、エムファーム
- 製作著作：テレビ東京

## 提供スポンサー
- 第一興商（この会社の通信カラオケDAMのデータを利用することあり）と複数社スポンサー

## ネット局
2005年度
| 放送対象地域  | 放送局                | 系列           | 放送日時           | 遅れ日数    |
| ------------- | --------------------- | -------------- | ------------------ | ----------- |
| 関東広域圏    | テレビ東京 （制作局） | テレビ東京系列 | 月曜 22:00 - 22:54 | 同時ネット  |
| 北海道        | テレビ北海道          | テレビ東京系列 | 月曜 22:00 - 22:54 | 同時ネット  |
| 愛知県        | テレビ愛知            | テレビ東京系列 | 月曜 22:00 - 22:54 | 同時ネット  |
| 大阪府        | テレビ大阪            | テレビ東京系列 | 月曜 22:00 - 22:54 | 同時ネット  |
| 岡山県 香川県 | テレビせとうち        | テレビ東京系列 | 月曜 22:00 - 22:54 | 同時ネット  |
| 福岡県        | TVQ九州放送           | テレビ東京系列 | 月曜 22:00 - 22:54 | 同時ネット  |
| 滋賀県        | びわ湖放送            | 独立UHF局      | 月曜 22:00 - 22:54 | 同時ネット  |
| 三重県        | 三重テレビ            | 独立UHF局      | 金曜 20:00 - 20:54 | 不明        |
| 奈良県        | 奈良テレビ            | 独立UHF局      | 金曜 11:30 - 12:24 | 不明        |
| 山形県        | 山形放送              | 日本テレビ系列 | 月曜 10:25 - 11:20 | 不明        |
| 秋田県        | 秋田テレビ            | フジテレビ系列 | 水曜 14:05 - 14:59 | 不明        |
| 山口県        | テレビ山口            | TBS系列        | 月曜 15:50 - 16:50 | 約3ヶ月遅れ |
| 全国          | BSジャパン            | テレビ東京系列 | 日曜 17:30 - 18:24 | 6日遅れ     |

2006年度前期
| 放送対象地域  | 放送局                | 系列           | 放送日時           | 遅れ日数   |
| ------------- | --------------------- | -------------- | ------------------ | ---------- |
| 関東広域圏    | テレビ東京 （制作局） | テレビ東京系列 | 土曜 11:00 - 12:00 | 同時ネット |
| 北海道        | テレビ北海道          | テレビ東京系列 | 土曜 11:00 - 12:00 | 同時ネット |
| 愛知県        | テレビ愛知            | テレビ東京系列 | 土曜 11:00 - 12:00 | 同時ネット |
| 大阪府        | テレビ大阪            | テレビ東京系列 | 土曜 11:00 - 12:00 | 同時ネット |
| 岡山県 香川県 | テレビせとうち        | テレビ東京系列 | 土曜 11:00 - 12:00 | 同時ネット |
| 福岡県        | TVQ九州放送           | テレビ東京系列 | 土曜 11:00 - 12:00 | 同時ネット |
| 秋田県        | 秋田テレビ            | フジテレビ系列 | 水曜 14:05 - 15:05 | 11日遅れ   |
| 三重県        | 三重テレビ            | 独立UHF局      | 金曜 21:00 - 21:55 | 13日遅れ   |
| 滋賀県        | びわ湖放送            | 独立UHF局      | 水曜 19:00 - 20:00 | 不明       |

### その他放送されたことがある局
- 新潟テレビ21（テレビ朝日系）
- 信越放送（TBS系、2005年5月頃の日曜日16:00～16:54に単発で1回だけ放送された。）